# 파이널 파이트 2
《파이널 파이트 2》(일본어: ファイナルファイト2, 영어: Final Fight 2)는 1993년 슈퍼패미콤으로 발매된 파이널 파이트의 두 번째 시리즈이다. 2부터 아케이드 게임이 아닌 콘솔로만 발매되었다. 사용할 수 있는 캐릭터는 해거, 겐류사이 마키, 카를로스 미야모토.
아케이드판의 전작과 비교하면 조작성은 비슷하지만 슈퍼패미콤판(코디,해거 선택),가이(가이,해거 선택)판과 비교하면 꽤 진보한 모습이다. 게다가 전작 슈퍼패미콤판에선 불가능했던 2인플레이가 가능해졌고 컨티뉴를 할 때도 스테이지 도중에서 플레이를 재개할 수 있다. (전작은 컨티뉴 할 경우 스테이지 처음으로 돌아간다.) 또 비밀커맨드(↓,↓,↑,↑→,←,→,←,L,R)를 입력하면 같은 캐릭터를 동시에 골라서 플레이가능.

## 줄거리
전작에서 매드기어는 괴멸했지만 매드기어의 잔당이 해거일행에게 복수하기 위해 가이의 약혼자인 레나와 스승 겐류사이를 유괴하였고 해거, 마키, 카를로스가 이 두명을 구하기 위해 나섰다. 시대설정은 1993년(해거가 이 작품에서 50세라는 설정)

## 사용가능한 캐릭터
- 겐류사이 마키

겐류사이의 차녀로 레나의 동생. 전작의 가이와 비슷한 성능으로 삼단뛰기가 가능. 잘 쓰는 무기는 통파로 다른 캐릭터보다 빨리 휘두른다.
- 카를로스 미야모토

수수께끼의 일본계출신. 마이크 해거에게 더부살이를 하고 있다. 이번 사건으로 해거와 같이 참전한다. 펀치나 던지기 성능은 마키와 비슷하다. 통상공격의 위력은 3명중 가장 낮지만 펀치나 날아차기의 리치가 길다. 코디같이 단검을 계속 쓸 수있다.
- 마이크 해거

펀치, 날아차기, 잡기 성능은 다른 캐릭터와 비슷하다. 위력은 약간 더 세며 전작의 가이, 코디와 비교하면 성능의 차가 거의 없다.

## 신생 매드기어
매드기어의 잔당이 모인 조직. 본거지는 일본으로 홍콩과 유럽에 지부를 두었다.

### 졸개캐릭터
- 믹, 마크

탱크탑과 쫄바지를 입은 졸개. 믹은 선글라스를 쓴 대머리에 파란 바지. 자신만만한 성격.
마크는 리젠트헤어로 노란 바지. 남자를 좋아하는 성격.
가장 약한 졸개캐릭터. 공격은 펀치와 킥뿐이다. 킥이 좀 더 세다.
- 숏, 잭

찣어진 탱크탑을 입은 졸개.
숏은 모히컨머리로 오렌지 탱크탑. 머리를 만지는 걸 싫어하며 밴드경험이 있다.
잭은 모자와 선글라스를 쓰고 녹색 탱크탑. 모자는 대머리를 감추기위해 쓰고 있다.
공격패턴은 펀치대신 어퍼컷을 쓰는 것 빼고는 믹, 마크와 비슷하다.
- 불, 엘리죠

상반신을 탈의한 졸개.
불은 모히컨머리를 하고 수염을 기른 회색 바지. 버려진 개를 줍는 다정한 성격.
엘리죠는 장발에 붉은 바지. 거칠한 머리가 자랑. 어머니를 공경한다.
공격패턴은 믹, 마크와 비슷하다.
- 엘리어스, 엘리엇

경봉을 가지고 조끼를 착용한 키 큰 사나이.
엘리어스는 선글라스와 모자를 착용하고 있다. 모자와 조끼는 보라색. 별점이 특기. 일주일에 가라오케에 몇번 정도 간다.
엘리엇은 반다나를 두르고 수염을 길렀다. 반다나와 조끼는 검은색. 밀매품창고의 열쇠를 맡고 있다. 술에 취하면 운다.
주된 공격방법은 경봉과 발차기로 플레이어가 뒤를 돌아보고 있으면 다가온다.
- 조

엘리엇의 다른 색으로 붉게 물든 옷을 입고 검은 피부를 하고 있다.
화염병을 던지고 도망간다. 체력이 극단적으로 적다.
- 아틀라스, 조니

근육질의 몸에 칼자국이 나있는 거한. 아틀라스는 올백으로 파란 바지. 안기는 버릇이 있다. 술과 여자를 좋아한다.
조니는 스킨헤드로 주황색 바지. 쉽게 욱하는 성격.
펀치공격을 가드한다. 잡기 공격이 강력하다.
- 마리, 엘리자

양손에 칼을 가진 여성. 체중은 모두 4?kg로 가려서 표기되어있다.
녹색 핫팬츠를 입은 은발이 마리. 매일 아침 조깅을 한다. 바퀴벌레를 싫어한다.
파란색 핫팬츠에 갈색머리가 엘리자. 금방 질려하는 성격. 현재 애인모집 중.
칼로 베는 공격과 높이 점프해 밟기 공격을 한다.
전작의 포이즌, 록시와 마찬가지로 일본국외판에선 레온과 로버트라는 남성으로 바뀌어서 나온다. (오렌지색옷에 검은 피부가 레온, 청자색 옷에 흰 피부가 로버트)
- 엘릭

발전기를 가지고 있는 작은 비만형 사나이. 비만인 것을 신경쓰며 몰래 에어로빅에 다니고 있다.
돌진은 펀치로 막을 수 없으며 피하기 어렵다. 감전공격이 강력하다.
- 앙드레Jr, 앙드레, G.앙드레

전작에도 등장하는 거한. 파란색 오버올이 앙드레Jr, 붉은색이 앙드레, 흰색이 G.앙드레. 이번 작에서 G.앙드레는 일반 졸개처럼 나온다.
공격패턴은 전작과 비슷하나 모두 위력이 낮아졌으며 펀치도 느리게 휘두른다.

### 보스캐릭터
- 웡웡

홍콩의 보스. 토박이 폭력단도 한 수 물러서는 변발의 거한. 펀치와 손에 든 식칼(일본국외판에선 가지고 있지 않다.)로 공격하거나 갑자기 화면 밖에서 엘보드롭을 가한다.
- 프레디

프랑스의 보스. 미해병대에서 쫓겨난 거한. 점핑니킥 이외에는 앙드레와 공격패턴이 비슷하다.
- 브라켄

네덜란드의 보스. 프랑켄슈타인같은 외모에 몹시 흉폭한 거한. 하지만 반대로 마더콤플렉스. 감옥문을 발로 차서 부수며 등장한다. 화면 밖에서 날아차기를 잘하며 공격력이 강하다.
- 필립

영국의 보스. 삐에로같은 모습을 하고 있다. 겉으로는 세계를 유랑하는 서커스단의 단장이지만 비밀리에 불법상품을 밀매하고 있다. 손에 든 스틱으로 화물차의 벽을 부수며 등장하는데 이 스틱은 플레이어를 때릴 때만 사용한다. 체력은 다른 스테이지 보스와 비교하면 적은 편이다.
- 로렌토

이탈리아의 보스. SFC판에선 이번 작이 첫등장. 전작과 달리 평소에도 빠르게 이동한다. 이번 작에서만 이름 영문표기가 ROLENT로 되어있다.
- 레츠

신생 매드기어의 보스. 가부키 배우같은 모습을 한 거한. 몸을 가볍게 움직이며 펀치나 전신을 회전시켜서 발차기를 한다. 마무리를 하면 방의 장지문을 뚫고 초고속으로 날아간다. 『스트리트 파이터』의 동명 CPU와는 동명이인.

## 아이템
전작과 마찬가지로 장애물을 부수면 출현한다. 기둥같은 배경에 숨겨진 경우도 있다.

### 회복아이템
체력게이지가 풀이면 점수.
- 거의 100% 회복(10000점) - 바비큐
- 약 50% 회복(5000점) - 텐돈, 고기만두, 랍스타
- 약 25% 회복(3000점) - 빵, 도너츠, 시금치통조림
- 약 10% 회복(1000점) - 콜라, 우유, 초콜릿, 커피

### 득점아이템
플레이어의 몫이 최초 10만점, 이후 20만점마다 1몫씩 보너스.
- 10000점 - 다이아몬드, 금괴
- 5000점 - 달러꾸러미, 트로피
- 3000점 - 라디오카세트, 모기향
- 1000점 - 운동화, 렌치, 손목시계

### 무기아이템
- 나이프 - 전작과 마찬가지로 날리는 도구인데 위력은 약해졌다.
- 통파 - 공격력이 강하다. 전작의 일본도와 비교하면 리치가 짧아졌다.
- 각목 - 리치가 길다. 전작의 파이프와 비슷하다.

### 특수아이템
- 가이인형 - 보너스 1몫 추가
- 겐류사이인형 - 일정시간 무적

## 라운드 구성
- 라운드1 - 홍콩 (오후 0시)

거리-지하-항구(보스)로 진행. 거리배경에 춘리가 밥을 먹고 있다.
- 라운드2 - 프랑스 (오후 5시)

카페 앞-고속도로-공항통로-공항 격납고 앞(보스)으로 진행. 보스전 배경에서 가일같은 인물이 있다.
- 보너스스테이지1

차 부수기. 부숴야하는 포인트는 전작과 같다. 이 스테이지에는 통파와 각목이 놓여져있다.
- 라운드3 - 네덜란드 (오후 4시)

지뢰가 있는 황무지-폐옥1층-폐옥2층-폐옥이 있는 황무지-하수도 터(보스)로 진행.
- 라운드4 - 영국 (오후 8시)

화물열차 부근 선로 앞-화물열차의 지붕-화물차의 차량 앞(보스)로 진행.
- 보너스스테이지2

드럼통 부수기. 드럼통에서 불이 솓구치므로 불에 맞지 않게 타이밍을 맞춰서 부순다.
- 라운드5 - 이탈리아 (오전 12시)

물가-관광선-엘리베이터-빌딩옥상(보스)로 진행. 엘리베이터는 전작의 공업지대 스테이지와 비슷하다.
- 라운드6 - 일본 (오후 11시 30분)

레츠의 저택 앞-정원-저택1층-저택2층-레츠의 방(보스)로 진행

## 참고 문헌
- ALL ABOUT 캡콤대전격투게임 1987-2000